# Metallleichtbau
Metallleichtbau ist das Bauen mit industriell hergestellten großformatigen Bauelementen wie Trapezprofilen, Wellprofilen, Kassettenprofilen, Sandwichelementen oder dünnwandigen kaltgeformten Profilen wie Kantprofilen. Diese Bauelemente bestehen im Allgemeinen aus den Metallen Stahl oder Aluminium mit Blechdicken von 0,50 mm bis 1,50 mm. 